# Паскин, Пётр Алексеевич
Пётр Алексеевич Паскин (1798—1853) — русский генерал, начальник штаба Отдельного корпуса внутренней стражи, участник покорения Кавказа.

## Биография
Происходил из дворян Киевской губернии, родился 1 (12) октября 1798 года.
Получив воспитание в Дворянском полку (Константиновское военное училище), Паскин в 1817 году был выпущен в Брестский пехотный полк, откуда в следующем же году переведён в Лейб-гвардии Волынский полк, стоявший в Варшаве. Пробыв с 1823 по 1826 годы в отставке, Паскин вновь поступил на службу майором в бывший 49-й Егерский полк, а в 1828 году был назначен батальонным командиром в 29-й егерский полк, за приведение которого в отличное состояние в следующем же году был произведён в подполковники.
В 1831 году он принимал участие в подавлении польского восстания; за отличие при местечке Войславице получил чин полковника и был назначен командиром 49-го егерского полка. Когда 28 января 1833 года 6-й пехотный корпус был переформирован, Паскин был назначен командиром Волынского пехотного полка, с которым расстался в 1840 году, будучи назначен 7 июня командиром 2-й бригады 6-й пехотной дивизии, а 14 июля — командиром 2-й бригады  14-й пехотной дивизии.
В 1839 году за отличие он был произведён в генерал-майоры, а в 1841 и 1842 гг. был в делах по усмирению горцев на Кавказе, командуя названной бригадой по приказанию начальника правого фланга Кавказской линии генерал-лейтенанта барона Засса. 
В начале 1842 года был назначен окружным генералом 7-го округа отдельного корпуса внутренней стражи, а в 1847 году — начальником штаба этого корпуса; 3 декабря 1842 года Паскин был удостоен ордена Св. Георгия 4-й степени за 25 лет выслуги в офицерских чинах (№ 6695 по кавалерскому списку Григоровича — Степанова). Был произведён в 1849 году в генерал-лейтенанты.
Умер 30 июля (11 августа) 1853 года и погребён на Волковом православном кладбище в Санкт-Петербурге, вместе с сыном, генерал-майором Анатолием Петровичем Паскиным (1842—1899). На том же кладбище был похоронены другие сыновья — Валентин (1844—1878) и Всеволод (1850—1871), а также дочь, Ольга Осинина (17.12.1852—19.06.1888). Супруга Петра Алексеевича, Мария Григорьевна (03.08.1817—26.12.1852), была похоронена на Волковском лютеранском кладбище.